# Plectranthus verticillatus
Plectranthus verticillatus (Syn. Plectranthus nummularius (Briq.), Schwedischer Efeu, Mottenkönig oder schlicht Harfenstrauch) ist eine Pflanzenart aus der Gattung der Harfensträucher (Plectranthus) in der Familie der Lippenblütler (Lamiaceae).

## Beschreibung
Die Pflanze hat glänzend-grüne und am Rand gerundete Laubblätter, die zum Blattinneren hin eine purpurrote Färbung aufweisen können, die sich häufig auch bei Sprossachsen und Blattunterseiten findet. Die aufrechten Blütentrauben zeigen sich weiß, blass lila oder rosa und entstehen sporadisch das ganze Jahr über, tendenziell aber im Frühjahr und Spätherbst.
Der Name Schwedischer Efeu ist irreführend: Die Pflanze ist keine Kletterpflanze und kein naher Verwandter des Efeus (Hedera).

## Verbreitung
Die Heimat von Plectranthus verticillatus erstreckt sich von Süd-Mosambik bis nach Süd-Afrika.

## Verwendung als Zierpflanze
Plectranthus verticillatus ist eine sehr robuste Pflanze, die zumeist als hängende Zimmerpflanze kultiviert wird, sich in frostfreien Gebieten, aber auch als Bodendecker in Gärten oder von Mauern herabwachsend findet. An hellen Standorten wächst die Pflanze sehr schnell und verträgt auch direktes Sonnenlicht (in Maßen).
Die Vermehrung durch Stecklinge ist vergleichsweise einfach und die Anfälligkeit der Pflanze ist sehr gering; ein Befall mit Spinnmilben kann aber bei stark angeschlagenen Pflanzen auftreten.